# Суя (Алава)
Суя (баск. Zuia (офіційна назва), ісп. Zuya) — муніципалітет в Іспанії, у складі автономної спільноти Країна Басків, у провінції Алава. Населення — 2390 осіб (2009).
Муніципалітет розташований на відстані близько 290 км на північ від Мадрида, 16 км на північний захід від Віторії.
На території муніципалітету розташовані такі населені пункти: Альтубе, Сіоррага, Амецага, Аперрегі, Біторіано, Домайкіа, Гільєрна, Хуго, Лукіано, Маркіна, Мургіа (адміністративний центр), Сарріа, Сарате.

## Демографія
Динаміка населення (INE ):

## Галерея зображень

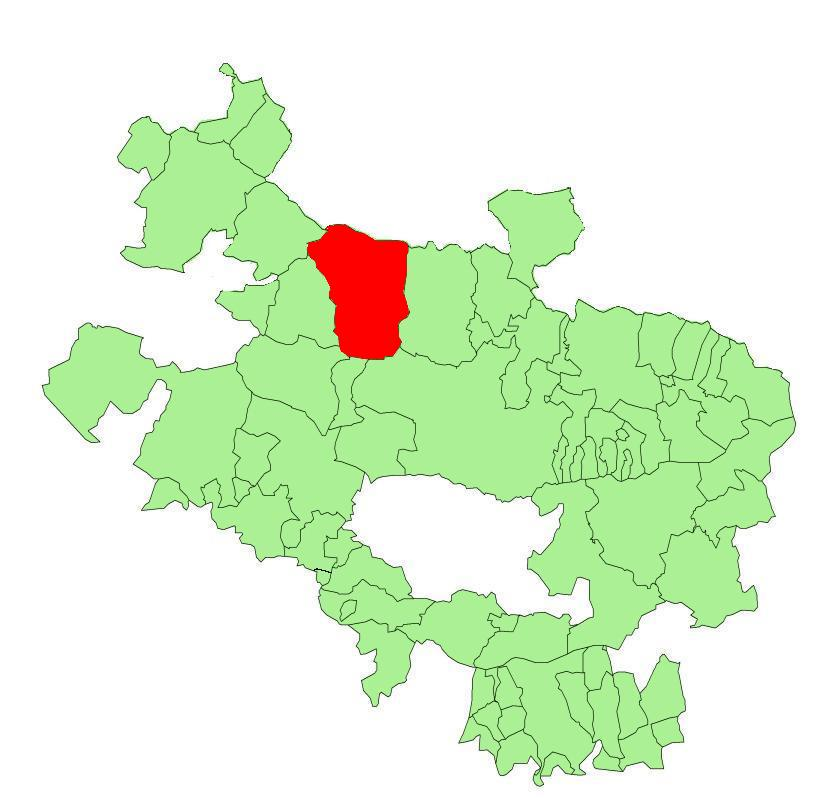
Розташування муніципалітету
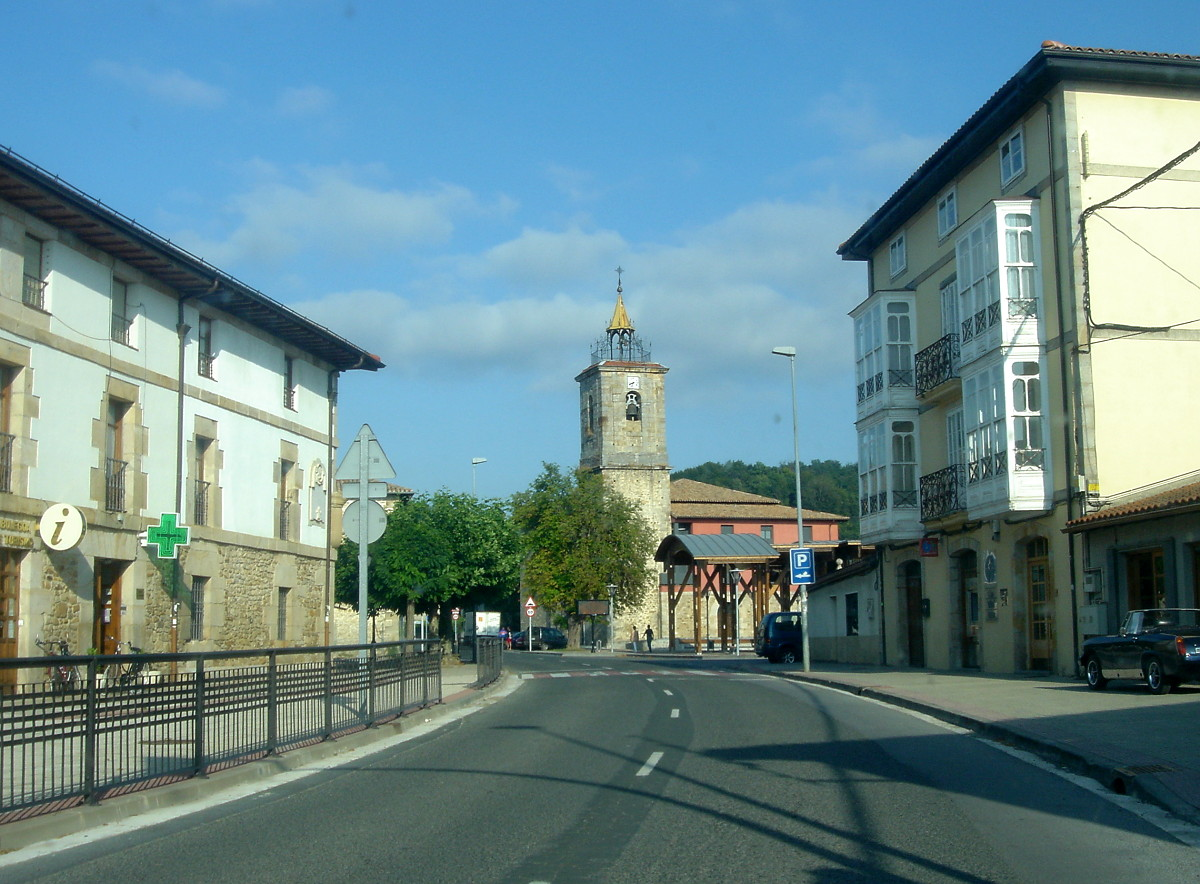
Мургіа